# Rio Aluniș (Valea Crișului)
O Rio Aluniş (Valea Crişului) é um rio da Romênia afluente do rio Pârâul Mijlociu, localizado no distrito de Covasna.